# Орден князя Ярослава Мудрого
Орден князя Ярослава Мудрого — государственная награда Украины для награждения граждан за выдающиеся личные заслуги перед украинским государством в области государственного строительства, укрепления международного авторитета Украины, развития экономики, науки, образования, культуры, искусства, здравоохранения, за благотворительную, гуманистическую и общественную деятельность.
С момента учреждения в 1995 году орден являлся высшим орденом Украины для награждения граждан Украины, иностранцев и лиц без гражданства; с 1998 года для граждан Украины высшей наградой является звание Герой Украины с вручением ордена «Золотая Звезда» или ордена Державы; для иностранцев и лиц без гражданства орден князя Ярослава Мудрого продолжал оставаться высшим орденом Украины вплоть до учреждения в 2008 году ордена Свободы. При этом, по состоянию на 3 ноября 2016 года, семеро из шестнадцати иностранных кавалеров ордена Свободы на момент награждения уже являлись кавалерами ордена князя Ярослава Мудрого I степени.

## История награды
- 23 августа 1995 года Указом президента Украины Л. Д. Кучмы № 766/95 учреждён знак отличия президента Украины «Орден князя Ярослава Мудрого» I, II, III, IV и V степени. Указом также утверждены Устав знака отличия и описание знака ордена V степени; поручено Комиссии по государственным наградам Украины при президенте Украины на конкурсной основе разработать проект и описание знаков ордена князя Ярослава Мудрого I, II, III и IV степени.
- 19 июня 1998 года Указом президента Украины № 662/98 было утверждено описание знаков отличия президента Украины «Орден князя Ярослава Мудрого» I, II, III, IV степени; установлено, что награждение орденом князя Ярослава Мудрого следующей степени возможно не ранее, чем через 3 года после награждения орденом предыдущей степени (в предыдущем Указе — через 5 лет).
- 16 марта 2000 года Верховная Рада Украины приняла закон «О государственных наградах Украины», которым была установлена государственная награда Украины — орден князя Ярослава Мудрого I, II, III, IV, V степени. Законом было предусмотрено, что его действие распространяется на правоотношения, связанные с награждением лиц, удостоенных знаков отличия президента Украины. Президенту было рекомендовано привести свои решения в соответствие с принятым законом.

## Положение о награде
1. Орденом князя Ярослава Мудрого награждаются граждане Украины, иностранные граждане, лица без гражданства.
2. Награждение орденом князя Ярослава Мудрого осуществляется Указом Президента Украины.
3. Высшей степенью ордена является I степень.
4. Награждённый орденом князя Ярослава Мудрого любой степени именуется кавалером ордена князя Ярослава Мудрого.
5. Девиз ордена князя Ярослава Мудрого — «Мудрость, честь, слава».
6. Орденом князя Ярослава Мудрого награждаются граждане Украины, удостоенные одной из государственных наград Украины или отличий Президента Украины.
7. Награждение орденом князя Ярослава Мудрого следующей степени, возможно не раньше как через 3 года после награждения орденом предыдущей степени.
8. Награждение орденом князя Ярослава Мудрого может быть проведено посмертно.
9. Никто не имеет права лишить кавалера ордена князя Ярослава Мудрого его награды.
10. Иностранные граждане и лица без гражданства награждаются:
орденом князя Ярослава Мудрого I степени — главы суверенных государств;
орденом князя Ярослава Мудрого II степени — главы правительств и парламентов суверенных государств, выдающиеся государственные и общественные деятели;
орденом князя Ярослава Мудрого III степени — министры иностранных дел, руководители других внешнеполитических ведомств, послы иностранных государств на Украине;
орденом князя Ярослава Мудрого IV и V степени — известные учёные, художники, писатели, религиозные деятели, бизнесмены, правозащитники, спортсмены и другие лица.
11. Орден князя Ярослава Мудрого всех степеней, как правило, вручает Президент Украины.
12. Награждённому орденом князя Ярослава Мудрого вручается комплект атрибутов отличия:
к I степени — знак ордена, две звезды ордена, плечевая наградная лента с бантом, миниатюра знака ордена, грамота о награждении;
к II степени — знак ордена, звезда ордена, миниатюра знака ордена, орденская книжка;
к III, IV, V степени — знак ордена, миниатюра знака ордена, орденская книжка.
13. В случае утраты (порчи) атрибутов ордена князя Ярослава Мудрого дубликаты, как правило, не выдаются.
14. Дубликаты знака ордена, звезды ордена, миниатюры знака ордена князя Ярослава Мудрого и орденской книжки выдаются Комиссией государственных наград и геральдики при Президенте Украины на её усмотрение за счёт награждённого или бесплатно.

## Описание
Орден князя Ярослава Мудрого I и II степени имеет знак ордена и звезду ордена. III, IV и V степени — только знак ордена.

### Орден Ярослава Мудрого I степени
Знак ордена князя Ярослава Мудрого I степени носят на орденской цепи, одну звезду ордена — на левой стороне груди, другую — на ленте через правое плечо ниже банта. Знак ордена I степени изготавливается из серебра и является равносторонним крестом с закруглёнными концами, увенчанными миниатюрными крестиками. Стороны креста покрыты белой и голубой эмалью, между ними расходятся фигурные лучи. На верхнем конце знака располагается дужка в форме венка из дубовых листьев, на который наложена старославянская буква «У» (Украина) синей эмали. Посредине знака — круглый темно-синий медальон, покрытый эмалью, с позолоченным рельефным изображением профиля князя Ярослава Мудрого. Медальон обрамлён двумя ободками, между которыми по кругу, покрытому белой эмалью, надпись «Ярослав Мудрый». Ободки, надпись, крестики, лучи, дужка позолочены. Обратная сторона знака плоская, с выгравированным номером знака и словами «Мудрость, честь, слава». Размер знака — 60 мм.
Знак ордена с помощью дужки и двух колец прикрепляется к орденской цепи, которая носится на шее. Орденская цепь состоит из 17 медальонов (четыре — овальных с изображением Государственного Герба и Государственного Флага Украины, пять — круглых с изображением стилизованной кириллической буквы «юс малый» (здесь и далее в официальном описании она ошибочно названа «ять»), восемь — круглых с растительным орнаментом), соединённых в определённой последовательности. Медальоны соединены между собой кольцами. Орденская цепь изготовляется из позолоченного серебра, покрывается голубой, синий и жёлтой эмалью.
Звезда ордена князя Ярослава Мудрого изготавливается из серебра и имеет форму восьмиугольной выпуклой звезды с позолоченными и серебряными расходящимися лучами. Посредине звезды — круглый медальон с изображением на темно-синем эмалевом фоне кириллической буквы «юс малый». Медальон обрамлён двумя ободками, между которыми на позолоте — декоративный орнамент из голубой и темно-синей эмали. Ободки, орнамент, буква «юс малый» — позолоченные, рельефные. На обратной стороне звезды — застёжка для крепления звезды к одежде (ленте через плечо). Размер звезды между противоположными концами: 80 мм — для ношения на груди, 65 мм — для ношения на ленте-перевязи. Лента-перевязь — шёлковая муаровая, с бантом, шириной 100 мм, синего цвета с жёлтыми полосками у краёв.
Планка ордена изготавливается из позолоченного серебра.

### Орден князя Ярослава Мудрого ІІ и ІІІ степени
Знак ордена тот же, что и знак ордена I степени. В верхней части креста к дужке прикреплено фигурное кольцо, через которое протягивается лента для ношения знака ордена на шее.

### Орден князя Ярослава Мудрого IV степени
Знак ордена тот же, что и знак ордена I степени, но рельефное изображение профиля князя Ярослава Мудрого серебряное. В центре колодки — серебряное рельефное изображение дубовой ветви. Рамка колодки позолоченная. На обратной стороне колодки — застёжка для крепления знака ордена к одежде.

### Орден князя Ярослава Мудрого V степени
Знак ордена изготовляется из серебра. Обратная сторона знака плоская, с выгравированным номером знака и словами «Мудрость, честь, слава».

## Порядок ношения
- Орден князя Ярослава Мудрого I степени носится на орденской цепи.
- Орден князя Ярослава Мудрого II, III степени носится на шейной ленте ниже ордена Свободы.
- Орден князя Ярослава Мудрого IV, V степени носится на левой стороне груди ниже орденов «Золотая Звезда» и Державы звания Герой Украины и размещается перед другими государственными наградами.
- Звезда ордена князя Ярослава Мудрого I, II степени носится на левой стороне груди ниже наград на колодках (лентах) перед звёздами других орденов.
- Звезда ордена князя Ярослава Мудрого I степени для ношения на плечевой ленте носится на плечевой наградной ленте через правое плечо ниже банта.

Для ордена князя Ярослава Мудрого предусмотрена миниатюра, которая носится на левой стороне груди вместо знака и звёзд ордена.

## Знаки ордена
| 1-я степень | 1-я степень (плечевая лента) | 2-я степень |
| ----------- | ---------------------------- | ----------- |
|             |                              |             |
|             |                              |             |
|             |                              |             |
| 3-я степень | 4-я степень                  | 5-я степень |
|             |                              |             |
|             |                              |             |